# Cachorro
Cachorro je španělský hraný film z roku 2004, který režíroval Miguel Albaladejo podle vlastního scénáře. Film popisuje osudy muže, který se znenadání musí postarat o svého nezletilého synovce. Snímek měl světovou premiéru na Berlinale 8. února 2004. V ČR byl uveden v roce 2005 pod názvem Medvídě na filmovém festivalu Mezipatra, kde získal cenu hlavní poroty pro nejlepší celovečerní hraný film.

## Děj
Pedro bydlí v Madridu. Je zubař a po smrti svého přítele žije sám. Jeho sestra Violeta ho poprosí, aby se na dva týdny postaral o jejího devítiletého syna Bernarda, protože odlétá do Indie. Pedro, ač nerad, souhlasí. Se synovcem se rychle sblíží. V Madridu se objeví též Bernardova babička Teresa, která se po smrti svého syna se snachou nestýká. Chce vidět vnuka, ale Bernardo se s ní nechce setkat. Situace se změní ve chvíli, když se Pedro dozví, že Violeta byla v Indii zadržena za pašování drog a její pobyt se tak prodlouží na několik let. Doña Teresa začne usilovat o svěření vnuka do své péče. Nátlakem a výhrůžkami na Pedra dosáhne toho, že je Bernardo poslán do internátní školy ve Valencii. S Pedrem se uvidí až po několika letech po pohřbu babičky.

## Obsazení
| José Luis García Pérez | Pedro            |
| David Castillo         | Bernardo, 9 let  |
| Daniel Llobregat       | Bernardo, 14 let |
| Diana Cerezo           | Lola             |
| Arno Chevrier          | Manuel           |
| Empar Ferrer           | Doña Teresa      |
| Elvira Lindo           | Violeta          |
| Mario Arias            | Javi             |